# Quinhamel
Quinhamel är en regionhuvudort i Guinea-Bissau. Den ligger nära Mansoaflodens mynning i Atlanten i regionen Biombo, i den västra delen av landet, 28 km väster om huvudstaden Bissau. Folkmängden uppgår till cirka 6 000 invånare.